# Manduca empusa
Manduca empusa, là một loài bướm đêm thuộc họ Sphingidae. M. empusa, gặp ở Venezuela. Các loài không có tên chung.